# Grüne Zahnrad-Seewalze
Die Grüne Zahnrad-Seewalze (Stichopus chloronotus) kommt im westlichen Indopazifik von der Küste Ostafrikas über die Maskarenen bis nach Japan, Hawaii und den Inseln des südlichen Pazifik vor. Junge Tiere leben in Tiefen bis zwei Meter auf dem Korallenschutt der Riffterrassen, sie bevorzugen Zonen mit starker Wasserbewegung. Ältere Seewalzen leben in Tiefen bis 15 Meter in Innen- und Außenriffen.

## Merkmale
Die Grüne Zahnrad-Seewalze wird 30 Zentimeter lang. Ihr Körperquerschnitt ist fast quadratisch. An den seitlichen Rändern des Rückens befinden sich jeweils zwei Doppelreihen großer, konischer Papillen, deren Enden rot oder orange sind. An der Unterseite hat sie drei Reihen von Röhrenfüßchen. Der Mund befindet sich auf der Unterseite und ist von 20 Mundtentakeln umgeben. Der Anus ist endständig. Die Art hat keine Cuvierschen Schläuche.
Die Grüne Zahnrad-Seewalze ernährt sich, indem sie Bodengrund aufnimmt, die organischen Partikel, Detritus, Algen und Mikroorganismen verdaut und den Rest wieder ausscheidet. An ihrer Unterseite lebt oft ein schwarzer Schuppenwurm. 
Sie wird von der Tonnenschnecke Tonna perdix gefressen. Als „Greenfish“ kommt sie auf den Trepang-Markt.